# 阿尔滕霍尔茨
阿尔滕霍尔茨是德国石勒苏益格－荷尔斯泰因州的一个市镇。总面积19.03平方公里，总人口9950人，其中男性4816人，女性5134人（2011年12月31日），人口密度523人/平方公里。